# Maurice Pialat
Maurice Pialat (Cunlhac, Alvèrnia, 31 d'agost de 1925 – 6è districte de París, 11 de gener de 2003) va ser un director, guionista i actor francès.

## Trajectòria
El pare de Maurice Pialat era un comerciant de fusta, vi i carbó, que en arruïnar-se va traslladar a la seva família del Cunlhac natal a Courbevoie. El nen seria sobretot educat per la seva àvia, a Villeneuve-Saint-Georges.
Pialat va estudiar Arts Decoratives i Belles arts durant la Segona Guerra Mundial, perquè volia ser pintor; i va exposar al Saló dels menors de 30 anys després de l'Alliberament. Però va abandonar la pintura, per a fer petits treballs.
En la dècada de 1950, es va iniciar en el teatre per a dedicar-se la resta de la seva vida al cinema. Va comprar una cambra, i va fer diversos curts, com a aficionat (Isabelle aux Dombes, Drôles de bobines, de 1957, o L'Ombre familière, de 1958). Aquests van suscitar l'interès del productor Pierre Braunberger, qui li va produir el seu primer curt professional, L'Amour existe (1960). Pialat va realitzar, el 1962, Janine, que mostra el deambular de dos amics als carrers de París.
En 1962, va viatjar a Turquia per a rodar mitja dotzena de curts. I, en aquells dies, va rodar així mateix a Aràbia Saudita. En 1964, va participar com a tècnic al migmetratge d'Henry Zaphiratos, Des enfants sages.
Per contrast amb els seus contemporanis de la Nouvelle Vague, Maurice Pialat va haver d'esperar a 1968 per a poder fer el seu primer llargmetratge, L'Enfance nue, que es va estrenar al gener de 1969. Inicialment, Pialat va voler rodar un documental sobre els nens de l'assistència pública, però després va convertir el projecte en una obra d'imaginació, on mostra a un nen de deu anys, separat de la seva família, que finalment acaba en un reformatori.
En 1971, la segona cadena de l'ORTF li va oferir la direcció d'una sèrie,, La Maison des bois, sobre la vida d'uns nens desplaçats a l'Illa de França en la Primera Guerra.
Pialat de seguida va poder concloure el seu segon llargmetratge Nous ne vieillirons pas ensemble, basat en un llibre propi; aquesta vegada rodava amb dos actors coneguts, Jean Yanne i Marlène Jobert. La pel·lícula va tenir una gran ressonància en la crítica i en el públic. Després va realitzar La Gueule ouverte (1974) que mostrava l'agonia d'una mare de família, víctima d'un càncer; donada la temàtica triada, el fracàs comercial va ser l'esperat.
De seguida, va aconseguir un altre gran èxit amb Passe ton bac d'abord (1978), que mostra la vida d'un grup d'adolescents en Lens (Pas-de-Calais). Per a un gran crític com Serge Daney, aquest film juntament amb L'Enfance nue i La Gueule ouverte formarien el trio més bell de la seva producció.
La pel·lícula següent, Loulou (1979), narrava la història d'una dona, Nelly (Isabelle Huppert), que abandonava a la seva parella i la vida burgesa per a viure amb un individu que no treballava, Loulou (Gérard Depardieu). De nou va tenir gran acceptació.
L'actriu Sandrine Bonnaire es va revelar en À ens amours (1983), tenia llavors 17 anys, i Pialat feia del seu pare en el film (ella rodaria de seguida Sous le soleil de Satan); tots dos van obtenir un gran èxit. En el rodatge, Pialat va conèixer a més a Sylvie Danton, que treballava en la producció, i seria la seva parella i després la seva dona.
En 1985, Pialat realitza amb èxit Police, amb Sophie Marceau, Richard Anconina i Gérard Depardieu (per segona vegada); tenia breus seqüències amb Sandrine Bonnaire. Es va fer amic de Gérard Depardieu, i de fet va treballar Pialat amb ell de continu: a Loulou, Police, Sous le soleil de Satan i Le Garçu.
Maurice Pialat va rebre la Palma d'Or de Canes, en 1987 por Sous le soleil de Satan, encara que part de la sala volia que el premi anés per a Wim Wenders; ell va dir públicament: "si no em voleu, jo tampoc us vull"; però va tenir èxit de nou. Era l'adaptació boirosa de la novel·la homònima de Georges Bernanos, Sous le soleil de Satan, sobre l'agonia del capellà Donissan; cal no oblidar que les dues referències per a Pialat van ser Jean Renoir i Robert Bresson, i que aquest havia rodat dues pel·lícules de Bernanos, Journal d'un curé de campagne, el 1951, i Mouchette, en 1967. La pel·lícula és un veritable Pialat, i una obra de gran importància que barreja rapidesa i lentitud, com procedeix en l'adaptació d'una novel·la (inusual en ell), en la qual actua de nou, destacadament, el propi director.
El 1991, Maurice Pialat va realitzar un extens Van Gogh, on narra els últims dies del pintor i compte les seves relacions amb Théo Van Gogh i amb el seu metge; el film va ser molt ben rebut.
El seu últim film, Le Garçu, de 1995, va tenir pitjor acolliment; en ell va treballar el seu fill Antoine, amb quatre anys; havia nascut el 27 de gener de 1991 de la seva unió amb Sylvie (Maurice Pialat tenia 66 anys en aquells dies).
Pialat va morir en París als 77 anys d'edat (2003), d'una malaltia renal.
La seva dona, Sylvie Pialat va mostrar al públic, en 2013, les seves pintures en una exposició en l'institut Lumière de Lió. Va ser presentat com a pintor expressionista per la crítica. Una sèrie dels seus quadres, figuratius, es mostren avui en documentals que acompanyen les edicions en DVD dels seus films.

## Filmografia
- 1968: L'Enfance nue
- 1972: Nous ne vieillirons pas ensemble
- 1974: La Gueule ouverte
- 1978: Passe ton bac d'abord
- 1980: Loulou
- 1983: Pels nostres amors
- 1985: Police
- 1987: Sous le soleil de Satan
- 1991: Van Gogh
- 1995: Le Garçu

## Premis i distincions
Festival Internacional de Cinema de Cannes
| Any  | Categoria  | Pel·lícula              | Resultat  |
| ---- | ---------- | ----------------------- | --------- |
| 1987 | Palma d'Or | Sous le soleil de Satan | Guanyador |

Premi Jean Vigo
| Any  | Categoria | Pel·lícula    | Resultat  |
| ---- | --------- | ------------- | --------- |
| 1968 | Premi     | L'Enfance nue | Guanyador |

Premi Louis-Delluc
| Any  | Categoria | Pel·lícula         | Resultat  |
| ---- | --------- | ------------------ | --------- |
| 1983 | Premi     | Pels nostres amors | Guanyador |

Premis César
| Any  | Categoria         | Pel·lícula         | Resultat  |
| ---- | ----------------- | ------------------ | --------- |
| 1984 | Millor pel·lícula | Pels nostres amors | Guanyador |
| 1984 | Millor direcció   | Pels nostres amors | Nominat   |